# المشرق العربي

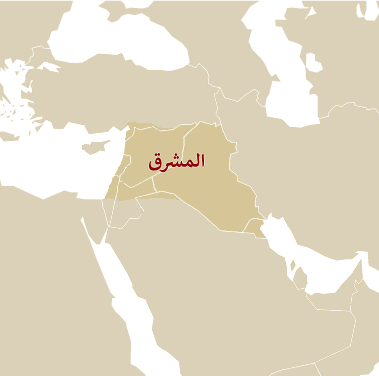
خارطة الهلال الخصيب

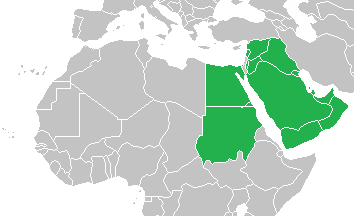
خارطة امتداد المشرق العربي بشكل عام

المشرق أو المشرق العربي هو مصطلح جغرافي يُطلق على جزء من منطقة الشرق الأوسط، الذي يمتد من البحر الأبيض المتوسط غربا حتى الهضبة الإيرانية شرقا. وهو اسم يشير إلى الجزء الشرقي من الوطن العربي في مقابل المغرب العربي. تضم المنطقة دول الهلال الخصيب بشكل أساسي (العراق، سوريا، فلسطين، الأردن، لبنان)، بالإضافة إلى دول شبه الجزيرة العربية (السعودية، الكويت، الإمارات، قطر، البحرين، سلطنة عمان، اليمن)، ويضيف البعض احيانا مصر والسودان أيضًا.
يشار إلى أن مصر تتخذ مكانًا متوسطًا جغرافيا ما بين المشرق والمغرب العربيين، كذلك في مجالات عديدة منها الثقافة والفنون والعمارة، إلا أنها تعتبر اقرب إلى المشرق بسبب الروابط التاريخية والجغرافية بينها وبين بلاد الشام منذ عهد الفراعنة، حيث كانت تعتبر منطقة متحدة الحكم معظم تلك الفترة.[بحاجة لمصدر]

## التاريخ
نشأت في هذه المنطقة حضارات عديدة تشهد لها الإنسانية وتدين لها بالكثير، فكانت حضارة (الفراعنة) في مصر والسودان، و(سومريون، أكديون، كلدان، أشوريون وبابليون) في بلاد الرافدين، و(يبوسيون، كنعانيون، فينيقيون، آراميون، عمونيون، مؤابيون وعبرانيون) في بلاد الشام، و(السبأيون والحميريون) في اليمن. ومن ثم أتت حضارات الغساسنة والأنباط في الشام والمناذرة في العراق. ثم عهد الخلافة الإسلامية الأموية والعباسية والفاطمية والمملوكية، حيث أصبحت الكثير من مدن هذه المنطقة منارة للعلم والإنسانية.
وتعرضت هذه المنطقة الجغرافية إلى غزوات كثيرة من المناطق المجاورة منذ آلاف السنين، ووقعت على أرضها العديد من المعارك المصيرية التي أثرت على العالم أجمع. فقام بغزوها الفرس والإغريق والرومان والبيزنطيون والسلاجقة والصليبيون والمغول والعثمانيون ومن ثم الإنكليز والفرنسيون في أوائل العصر الحديث، وأخيرا الاحتلال الإسرائيلي لفلسطين والاحتلال الأمريكي للعراق.
يعتبر المشرق العربي من أكثر مناطق العالم توترا أمنيا حيث شهد أكثر من عشر حروب، منذ نكبة فلسطين عام 1948، منها الحروب العربية الإسرائيلية والحرب العراقية الإيرانية وغزو العراق للكويت والاحتلال الأمريكي البريطاني للعراق عام 2003.

## الثقافة
تشترك معظم البلاد الواقعة ضمن هذه المنطقة بروابط ثقافية وتاريخية ولغوية، وتتشابه فيها إلى حد كبير، فاللهجات على سبيل المثال تتقارب إلى حد كبير في بلاد الشام حيث يطلق عليها اسم اللهجات المشارقية، كذلك الأمر في العراق وشبه الجزيرة العربية إلى حد ما. كذلك تجد تقارب كبير في الفنون كالطهي مثلا، فالمطبخ المشرقي يتشارك بكثير من الأكلات على امتداد هذه المساحة الجغرافية. وينطبق الأمر نفسه على الموسيقى والمسرح والعمارة وغيرها من الفنون.

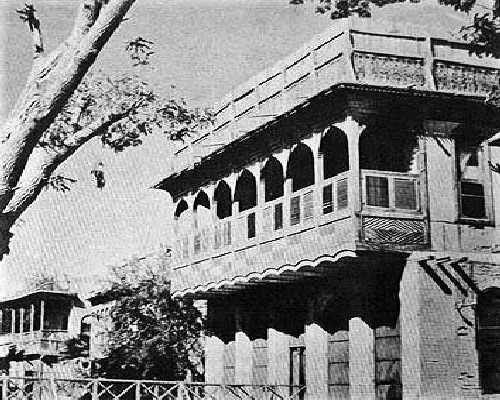
مشربية (شنشول) في البصرة، العراق. وهي أحد العناصر المعمارية المعروفة بالمشرق العربي.
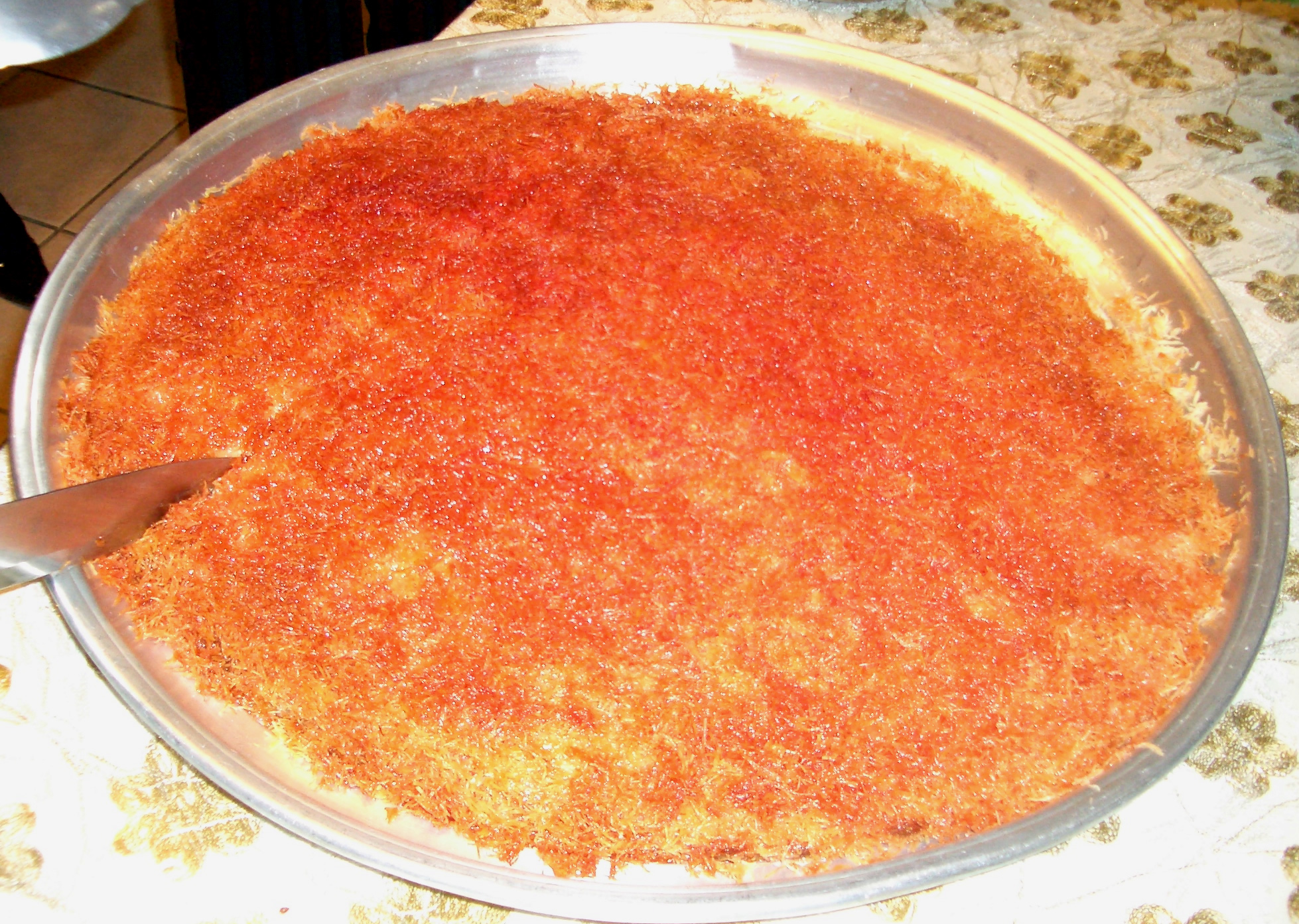
طبق الكنافة النابلسية، مشهور في فلسطين والمنطقة بشكل عام.

## الاقتصاد
هناك مدن في المشرق تشتهر بموارد النفط الكثيرة كبعض دول الخليج. لقد تطورت دول الخليج تطورًا كبيرًا بعد اكتشاف النفط فيها بسبب التزايد المستمر في طلبه. فقد أصبحت دبي من أكبر مدن العالم الترفيهية والسياحية حيث تطور هناك كل شيء: البنى التحتية والمراكز الترفيهية والعلمية والهندسة البنائية والكثير من الاشياء الأخرى. تعاني دول الشرق الأوسط من نقص كبير بالمياه فقد تخالفت دول كثيرة بسبب هذا الموضوع وربما تحدث حرب كبيرة بسبب هذه المشكلة. لقد صرفت في الماضي الكثير من الاموال من اجل الحروب وشراء الأسلحة في المشرق العربي حيث كلفت مليارات الدولارات.
يعتمد غالبية بلدان المشرق على القطاعين الزراعي والخدماتي كمصدر رزق عام باستثناء دول الخليج العربي التي تعتمد على تصدير النفط.